# Strobilanthes mearnsii
Strobilanthes mearnsii är en akantusväxtart som beskrevs av Merrill. Strobilanthes mearnsii ingår i släktet Strobilanthes och familjen akantusväxter. Inga underarter finns listade i Catalogue of Life.